# 무역 세계화
무역 세계화는 일종의 경제적 세계화이고 경제적 통합의 척도이다. 국가적인 규모에서, 그것은 느슨하게 한 국가의 경계를 넘는 모든 생산의 비율을 나타내며, 더 나아가서 외부 무역에 의존
하는 그 나라의 일자리 수도 나타낸다. 전 세계적으로, 이것은 국가들 간의 수출입에 사용되는 모든 세계 생산량의 비율을 나타낸다.

- 개인의 경우, 무역 세계화는 그 나라의 국내 총생산(GDP) 대비 총 무역 규모의 비율로 측정된다.[1]

- 세계 전체의 무역 세계화는 전체 국가의 돈을 차지하는 세계 총생산(GDP)에서 세계 무역의 몫이다.[2]

## 정의
Preyer 및 Brös는 무역 세계화에 대한 단순한 운영화를 "국제 경계를 넘는 모든 세계 생산의 비율"로 제공하고 있다. Chase-Dunn et al.은 무역 지구화가 경제 세계화의 한 종류인 것을 지적하고, 무역 지구화는 "국제 상품 거래에 있어서 장거리 및 국제적인 거래가 증가하고 감소하는 모든 범위"라고 정의한다. 그리고, "모든 국내 총생산 (GDP)의 합계 인 글로벌 제품의 비율로 모든 국제 수출액의 합계"로 정확하게 개념을 조작한다. Erreygers와 Vermeire는 무역 세계화를 "양자 간 무역 흐름의 실제 분포와 크기와 거리에 의해서만 결정되는 그래비티 모델 벤치 마크 사이의 차이 정도"로 정의한다. 그들은 규모와 거리 만이 양자 간 무역 흐름의 강도에 영향을 미치는 상황, 즉 무역 장벽이나 다른 요소가 중요하지 않은 상황에서 무역 세계화가 극대화 될 것이라고 언급했다.
Salvatore Bobones는 무역 세계화가 경험적 문헌에서 가장 일반적으로 사용되는 한 국가의 세계화 수준을 나타내는 지표라고 지적했다. 현대 시대의 대부분의 국가에 대한 데이터는 세계 은행 세계 개발 지표 데이터베이스에서 입수할 수 있다.

## 트렌드
Chase-Dunn et al.은  전쟁과 경제 침체에 대응하여 감소와 함께 무역 지구화에 주기적인 물결이 있었고, 몇 세기를 걸쳐 무역 지구화가 증가하는 꾸준한 추세가 있었다고 지적한다. 현대 시대에 관해서는, 무역지구화가 1880년까지, 그리고 무역지구화는 상승했고, 그 이후 1905년까지 감소했고, 다시 1914년까지 증가했다. 1차 세계대전 동안에 무역 지구화는 감소했고, 1929년까지 증가했다고 2차 세계대전의 끝까지 감소하고, 현재까지 꾸준히 성장하고 있다. 그들은 이러한 경향의 주요한 설명적 요소들은 계속적인 교통 및 통신 비용의 감소와 최근의 세계 체제에서 무역을 지지하는 "헤게모닉 시스템"에 의해 제공된 안전성이다. 감소는 전쟁에 의해서 설명될 수 있고, 국제적 행위자들이 무역 협정 협의에 도달할 수 없고 대개 보호무역주의에 의존하게 하는 갈등과 긴장의 시기에 의해서 설명될 수 있다.

## 같이 보기
- 글로벌 금융시스템
- 국제 마케팅
- 국제 무역
- 국제화
- 경제 사회의 목록
- 자유무역협정의 목록